# Яговдик, Владимир Иванович
Влади́мир Ива́нович Яго́вдик (Яга́вдик) (бел. Уладзі́мір Іва́навіч Яго́ўдзік (Яга́ўдзік); род. в 1956) — белорусский писатель. Член Союза писателей СССР (1985). Лауреат Премии Федерации профсоюзов Беларуси (1993). Лауреат Премии имени Янки Мавра (1994).

## Биография
Родился 14 февраля 1956 года в крестьянской семье в д. Костровичи Слонимского района Гродненской области.
Учился в Дятловской, Слонимской, Зельвенской школах-интернатах. В 1978 году окончил филологический факультет Белорусского государственного университета. В 1978—1982 годах являлся корреспондентом Брестской областной газеты «Заря», редакторам Брестской областной студии телевидения. В 1982—1990 годах — сотрудник газеты «Літаратура і мастацтва», журнала «Нёман». С 1990 года — редактор газеты «Дзеці і мы», с 1995 года — журнала «Лесавік». В 1997—2003 годах — главный редактор детского журнала «Бярозка».

## Творчество
Дебютировал стихами в 1972 году (газета «Гродненская правда»). Известен как автор прозы, стихов и пьес для детей. Пишет о профессиональных и самодеятельных художниках Республики Беларусь (альбом «Алена Кіш» (1990), «Алена Лось : Жывапіс. Графіка» (2009)). Выступает также как литературный критик и переводчик с русского и украинского языков. Перевёл на белорусский язык отдельные произведения Л. Леонова, В. Астафьева, Ю. Бондарева, Н. Виграновского. Пьесы В. И. Яговдика ставились в кукольных и драматических театрах Беларуси, на Белорусском радио и телевидении.

## Драматургия
- бел. «Залатое зярнятка» («Золотое зёрнышко») (поставлена в 1983 году)
- бел. «Сонейка, свяці!» («Солнышко, свети!») (поставлена в 1985 году)
- бел. «Пякла баба калачы» («Пекла баба калачи») (с А. Шкилёнком, поставлена в 1987 году)
- бел. «Сакрэты вогніка» («Секреты огника») (поставлена в 1987 году)
- бел. «Усміхніся, прынцэса...» («Улыбнись, принцесса…») (поставлена в 1990 году)

### Книги прозы
- бел. «Стронга : Аповесць і апавяданні» («Стронга : Повести и рассказы») (1984)
- бел. «Вочы начніцы : Аповесць» («Глаза ночницы : повести») (1989)
- бел. «Прыручэнне птушкі : Аповесць, апавяданні, эсэ» («Приручение птицы : повесть, рассказы, эссе») (1989)
- бел. «Шчыраю ноччу : проза» («Честной ночью : проза») (2009)

### Книги сказок
- бел. «Сонейка, свяці!» («Солнышко, свети!») (1988)
- бел. «Заклятыя скарбы : Беларускія легенды і паданні» («Заклятые клады : белорусские легенды и предания») (1992) (художник — А. Новицкий)
- бел. «Янка і Ружа : Аповесць-казка» («Янка и Роза : повесть-сказка») (1993) (художник — В. Н. Вишневский)
- бел. «Ці вернецца князь Кук?» («Вернётся ли князь Кук?») (1993) (художник — В. Н. Вишневский)
- бел. «Свята летаўца : Апавяданні, аповесці, казкі» («Праздник летовца : повести, рассказы, сказки») (1996) (художник — А. Н. Хилькевич)
- бел. «Бабуліна варта : Апавяданні і аповесці-казкі» («Бабушкин караул : рассказы и повести-сказки») (1999) (художник — Е. Г. Лось)
- бел. «Царэўна ў падземным царстве : Беларускія народныя казкі са збору А. М. Афанасьева» («Царевна в подземном царстве : Белорусские народные сказки с собрания В. Афанасьева») (2000) (художник — П. Ю. Татарников)
- бел. «Менеск і яго браты» («Менеск и его братья») (2004) (художник — И. Л. Гордиёнок)
- бел. «Крылатая дружына, або Птушкі ў беларускім фальклоры» («Крылатая дружина, или Птицы в белорусском фольклоре») (2006)
- бел. «Спеўны кірмаш : казкі вандроўнага тэатра» («Песенная ярмарка : сказки бродячего театра») (2011) (художник — Е. Г. Лось)

### Книги прозы для детей
- бел. «Дзівосны карабель : Апавяданні пра птушак і жывёл» («Чудесный корабль : Рассказы про птиц и зверей») (1995)
- бел. «У царстве Вадзяніка : Апавяданні» («В царстве Водяного : рассказы») (1995) (художник — В. Жук)
- бел. «Грыбок, грыбок, выстаў лабок : Апавяданні» («Гриб, грибок, выставь лобик : рассказы») (1997) (художник — Е. Г. Лось)
- бел. «Сем цудаў Беларусі» («Семь чудес Беларуси») (1999) (художник — П. Ю. Татарников)
- бел. «Аповесць мінулых гадоў : Старонкі летапісу» («Повесть временных лет : Страницы летописи») (1999) (художник — П. Ю. Татарников)
- бел. «Птушыная дарога : Апавяданні» («Птичья дорога : рассказы») (2002) (художник — Ю. Струков)
- бел. «Рэха турынага рога : Апавяданні» («Эхо турьего рога : рассказы») (2002) (художник — П. Ю. Татарников)
- бел. «Звярынец апошняга ледавіка : Апавяданні» («Зверинец последнего оледенения : рассказы») (2003) (художник — П. Ю. Татарников)
- бел. «Сонечныя пялёсткі : Апавяданні» («Солнечные лепестки : рассказы») (2003)
- бел. «Цікаўныя выдраняты : Апавяданні» («Любопытные выдрята : рассказы») (2003)
- бел. «Нацыянальныя паркі і запаведнікі Беларусі» («Национальные парки и заповедники Беларуси») (2004)
- бел. «Барабаншчыкі вясны : кніжка пра дзятлаў» («Барабанщики весны : книжка про дятлов») (2008)
- бел. «Вочы Зямлі : кніжка пра беларускія азёры» («Глаза земли : книжка про белорусские озёра») (2008) (художник — Е. Г. Лось)
- бел. «Адмірал і яго каманда : кніжка пра матылькоў Беларусі» («Адмирал и его команда : книжка про бабочек Беларуси») (2008) (художник — Е. Г. Лось)
- бел. «Нацыянальны парк "Белавежская пушча"» («Национальный парк „Беловежская пуща“») (2009)
- бел. «Нацыянальны парк "Прыпяцкі"» («Национальный парк „Припятский“») (2009)
- бел. «Славутыя рыбаловы» («Знаменитые рыболовы») (2009)
- бел. «Жывая вада крыніц» («Живая вода родников») (2009)
- бел. «Бярэзінскі біясферны запаведнік» («Березинский биосферный заповедник») (2010)
- бел. «Нацыянальны парк "Браслаўскія азёры"» («Национальный парк „Браславский“») (2010)
- бел. «Па слядах ваўка» («По следах волка») (2010) (художник — Е. Г. Лось)
- бел. «На далонях вечнасці» («На ладонях вечности») (2010) (совместно с А. Бутевичем, художник — П. Ю. Татарников)
- бел. «Срэбнакрылыя стужкі» («Серебряные ленточки») (2010)
- бел. «Птушкі побач з намі» («Птицы рядом с нами») (2011)
- бел. «Чаму зніклі маманты?» («Почему исчезли мамонты?») (2011) (художник — П. Ю. Татарников)
- бел. «Беларуская лета» («Белорусское лето») (2011)
- бел. «У госці да мядзведзяў» («В гости к медведям») (2012)
- бел. «Беларуская восень» («Белорусская осень») (2012)
- бел. «Беларуская зіма» («Белорусская зима») (2012)
- бел. «Беларуская вясна» («Белорусская весна») (2012)
- бел. «Таямнічая замова» («Таинственное заклятье») (2012)
- бел. «Рыжая акрабатка» («Рыжая акробатка») (2012)
- бел. «Зайцаў хлеб» («Заячий хлеб») (2013)
- бел. «Год-карагод : апавяданні и мініяцюры» («Год-хоровод : рассказы и миниатюры») (2013)
- бел. «Шлях Рагвалода : апавяданні, аповесці, пераказы» («Путь Рогволода : рассказы, повести, пересказы») (2013)
- бел. «Начны князь» («Ночной князь») (2013)
- бел. «Вячэра для вожыка» («Ужин для ёжика») (2013)

### Очерки
- бел. «Белыя рысы на чорным полі : Кніга пра пісьменнікаў і мастакоў» («Белые линии на чёрном поле : книга о писателях и художниках») (1995)

### Избранное
- бел. «Выбранае : У 2 тамах» («Избранное : в 2 томах») (2005) (художник — Ю. Н. Алисевич)

### В переводе на русский язык
- Яговдик, В. И. Стронга : Повесть, рассказы / В. И. Яговдик; Пер. с белорус. В. Щедриной. — Москва : Молодая гвардия, 1987. — 141 с.
- Яговдик, В. И. Горсть ягод : рассказы о природе / В. И. Яговдик; Пер. с белорус. В. Машкова; худож. Ю. Н. Алисевич. — Минск : М. Яговдик, 2007. — 62 с.
- Принцесса в подземном царстве : белорусские народные сказки / пересказ В. Яговдика; вступительная статья О. Афанасьевой; худож. П. Ю. Татарников. — Москва : Издательский Дом Мещерякова, 2012. — 109 с.

## Награды и звания
- Премия Федерации профсоюзов Беларуси (1993)
- Премия имени Янки Мавра (1994)